# برونزبورگ (ویرجینیای غربی)
برونزبورگ (به انگلیسی: Brownsburg) یک منطقهٔ مسکونی در ایالات متحده آمریکا است که در شهرستان پوکاهانتس، ویرجینیای غربی واقع شده‌است. برونزبورگ ۷۹۶٫۱۵ متر بالاتر از سطح دریا واقع شده‌است.